# Ставишин (гмина)
Ставишин (пол. Stawiszyn) — гмина (волость) в Польше, входит как административная единица в Калишский повет, Великопольское воеводство. Население — 7267 человек (на 2004 год).

## Сельские округа
1. Длуга-Весь-Первша
2. Длуга-Весь-Друга
3. Длуга-Весь-Тшеча
4. Новы-Кёнчин
5. Петрыки
6. Пёнтек-Малы
7. Пёнтек-Малы-Колёня
8. Пёнтек-Вельки
9. Пулько
10. Острувек
11. Вергинки
12. Вырув
13. Зберск
14. Зберск-Цукровня
15. Зберск-Колёня

## Прочие поселения
1. Лычин
2. Медза
3. Стары-Кёнчин
4. Злотники-Мале-Колёня

## Соседние гмины
1. Гмина Близанув
2. Гмина Гродзец
3. Гмина Мыцелин
4. Гмина Рыхвал
5. Гмина Желязкув